# Angelo Stiller
Pour les articles homonymes, voir Stiller.
Angelo Stiller, né le 4 avril 2001 à Munich, est un footballeur international allemand qui évolue au poste de milieu défensif au VfB Stuttgart.

## Biographie

### Carrière en club
Commençant sa formation au TSV Milbertshofen, Stiller rejoint le Bayern Munich à l'âge de 9 ans. Là, il y devient un des éléments les plus prometteurs du centre de formation, récupérant également le brassard de capitaine dans les équipes de jeune.
Sous contrat avec les bavarois jusqu'à l'été 2021, il est notamment l'objet des convoitise de clubs tels qu'Arsenal en 2020.
Il fait ses débuts professionnel avec le Bayern le 1er décembre 2020, à l'occasion d'un match en Ligue des champions contre l'Atlético de Madrid.
Le 18 janvier 2021, il a été annoncé qu'il rejoindrait le TSG Hoffenheim pour la saison 2021-22. Plus tard cette année-là, le 15 décembre, il a marqué son premier but en Bundesliga lors d'un match nul 2-2 à l'extérieur contre le Bayer Leverkusen.
Le 25 août 2023, Stiller a rejoint le VfB Stuttgart et a signé un contrat de quatre ans. Il a inscrit son premier but pour le club et délivré une passe décisive lors d'un match nul 3-3 contre le Heidenheim le 31 mars 2024. Plus tard cette année-là, le 11 décembre, il a marqué son premier but en UEFA Champions League lors d'une victoire 5-1 contre les Young Boys. En janvier 2025, il a prolongé son contrat jusqu'en 2028.

### Carrière en sélection
Déjà international avec les moins de 17 et 18 ans, il fait ses débuts avec les moins de 20 ans le 3 septembre 2020 à l'occasion d'un match amical contre le Danemark.

## Style de jeu
Milieu reculé, Angelo Stiller évolue dans un registre de meneur de jeu arrière, il est notamment comparé à Nuri Şahin.

## Statistiques
| Saison                | Club                  | Championnat           | Championnat | Championnat | Championnat | Coupe(s) nationale(s) | Coupe(s) nationale(s) | Coupe(s) nationale(s) | Supercoupe | Supercoupe | Supercoupe | Compétition(s) continentale(s) | Compétition(s) continentale(s) | Compétition(s) continentale(s) | Compétition(s) continentale(s) | Allemagne | Allemagne | Allemagne | Total | Total | Total |
| Saison                | Club                  | Division              | M.          | B.          | P.d.        | M.                    | B.                    | P.d.                  | M.         | B.         | P.d.       | Comp.                          | M.                             | B.                             | P.d.                           | M.        | B.        | P.d.      | M.    | B.    | P.d.  |
| 2019-2020             | Bayern Munich II      | 3.Liga                | 17          | 0           | 0           | -                     | -                     | -                     | -          | -          | -          | -                              | -                              | -                              | -                              | -         | -         | -         | 17    | 0     | 0     |
| 2020-2021             | Bayern Munich II      | 3.Liga                | 33          | 1           | 0           | -                     | -                     | -                     | -          | -          | -          | -                              | -                              | -                              | -                              | -         | -         | -         | 33    | 1     | 0     |
| Sous-total            | Sous-total            | Sous-total            | 50          | 1           | 0           | -                     | -                     | -                     | -          | -          | -          | -                              | -                              | -                              | -                              | -         | -         | -         | 50    | 1     | 0     |
| 2020-2021             | Bayern Munich         | Bundesliga            | -           | -           | -           | 1                     | 0                     | 0                     | -          | -          | -          | C1                             | 2                              | 0                              | 0                              | -         | -         | -         | 3     | 0     | 0     |
| 2021-2022             | TSG Hoffenheim        | Bundesliga            | 26          | 2           | 1           | 3                     | 1                     | 0                     | -          | -          | -          | -                              | -                              | -                              | -                              | -         | -         | -         | 29    | 3     | 1     |
| 2022-2023             | TSG Hoffenheim        | Bundesliga            | 20          | 1           | 1           | 1                     | 0                     | 0                     | -          | -          | -          | -                              | -                              | -                              | -                              | -         | -         | -         | 21    | 1     | 1     |
| 2023-2024             | TSG Hoffenheim        | Bundesliga            | 1           | 0           | 0           | 1                     | 0                     | 0                     | -          | -          | -          | -                              | -                              | -                              | -                              | -         | -         | -         | 2     | 0     | 0     |
| Sous-total            | Sous-total            | Sous-total            | 47          | 3           | 2           | 5                     | 1                     | 0                     | -          | -          | -          | -                              | -                              | -                              | -                              | -         | -         | -         | 52    | 4     | 2     |
| 2023-2024             | VfB Stuttgart         | Bundesliga            | 31          | 1           | 5           | 3                     | 0                     | 1                     | -          | -          | -          | -                              | -                              | -                              | -                              | -         | -         | -         | 34    | 1     | 6     |
| 2024-2025             | VfB Stuttgart         | Bundesliga            | 32          | 1           | 8           | 6                     | 2                     | 3                     | 1          | 0          | 0          | C1                             | 8                              | 1                              | 0                              | 4         | 0         | 0         | 51    | 4     | 11    |
| 2025-2026             | VfB Stuttgart         | Bundesliga            | 0           | 0           | 0           | 0                     | 0                     | 3                     | 1          | 0          | 0          | C3                             | 0                              | 0                              | 0                              | 0         | 0         | 0         | 1     | 0     | 3     |
| Sous-total            | Sous-total            | Sous-total            | 63          | 2           | 13          | 9                     | 2                     | 4                     | 2          | 0          | 0          | -                              | 8                              | 1                              | 0                              | 4         | 0         | 0         | 86    | 5     | 17    |
| Total sur la carrière | Total sur la carrière | Total sur la carrière | 160         | 6           | 15          | 15                    | 3                     | 4                     | 2          | 0          | 0          | -                              | 10                             | 1                              | 0                              | 4         | 0         | 0         | 191   | 10    | 19    |

## Palmarès

### En club
Formé au Bayern Munich, Angelo Stiller remporte la 3. Liga en 2020 avec l'équipe réserve du club bavarois.
Il se distingue par la suite sous les couleurs du VfB Stuttgart, avec lequel il termine vice-champion d'Allemagne en 2024 et dispute la finale de la Supercoupe d'Allemagne la même année. Stiller décroche la Coupe d'Allemagne en 2025.
| Bayern Munich II (1)                                               | VfB Stuttgart (1) |
| ------------------------------------------------------------------ | --- |
| - Championnat d'Allemagne de troisième division - Champion en 2020 | - Championnat d'Allemagne : - Vice-champion en 2024 - Supercoupe d'Allemagne : - Finaliste en 2024 - Coupe d’Allemagne (1) : - Vainqueur en 2025 |

### Distinction individuelle
Bayern Munich II
- UEFA Youth League
  - meilleur passeur de l'UEFA Youth League 2019-2020